# Doni kozákok

A doni kozákok autonóm területe 1900-ban

A doni kozákok (oroszul Донские казаки) a Don folyó középső és alsó folyása mellett megtelepedett kozákok. Történetileg a Doni Kozák Had (oroszul Всевеликое Войско Донское, Vszevelikoje Vojszko Donszkoje, „Leghatalmasabb Doni Had”) területén éltek, amely független, illetve autonóm demokratikus köztársaság volt a mai Dél-Oroszországban és a mai ukrán Donbasz régióban a 16. század végétől 1918-ig. A Doni Kozák Hadnak 17 reguláris ezrede volt és hat független százada (сотня). Egy kozák század létszáma 120 ember volt békeidőben, ami háborús időben 135 főre duzzadt. A kozák ezredek hat századból álltak. A parádékon bemutatott egység katonáit, a cári testőrség két ezredét is a Don vidékéről toborozták. Identitásukban meghatározó szerepet játszott az a meggyőződés, hogy a pravoszláv hit védelmezőjeként önként szolgálnak a cárnak. Az orosz forradalmat követően a kommunisták csaknem kiirtották a kozákokat. 1992-től orosz elnöki rendelet alapján regisztrálhatják magukat a kozákok. A valamikori Doni Kozák had területén is újjáéledtek kozák közösségek.
A gazdag katonai hagyományokkal rendelkező doni kozákok fontos szerepet játszottak az Orosz Birodalom fejlődésében, és részt vettek szinte minden jelentősebb háborújában.

## Névetimológiájuk, eredetük
A kozák (казак, козак) nevet „szabad ember” értelemben használták, szemben azokkal, akiknek valamilyen kötött státuszuk volt a feudális társadalomban, mint a jobbágyok, nemesek, papság. A kozák szót használták a vándorlókra, rablókra, törvényen kívüliekre is.
Az, hogy honnan jöttek a kozákok, pontosan nem ismert. A ma elfogadott nézetek szerint olyan szlávok leszármazottai voltak, akik a Dnyeper folyótól, a Novgorodi Köztársaságból és a Rjazanyi Fejedelemségből érkeztek, illetve keleti gótok, alánok az Észak-Kaukázus nyugati részéből.

## Történetük

### A kezdetek
Több mint kétezer évvel ezelőtt, a Don partjain szkíták éltek. Sok szkíta sírt tártak fel ebben a régióban. Később a területet a kazárok és a kunok népesítették be. A Don-vidéki sztyeppéket "A Vad Mezők" néven (Дикое Поле) emlegették. A mongol hódítás után a vidék az Arany Horda felügyelete alá tartozott, gyakran portyáztak erre tatár csapatok, akik megtámadták az orosz és külföldi kereskedőket.

### 15–17. század
Egy 1444-es dokumentumban a rjazanyi kozákokat Pereszlavl-Zalesszkij védői közt szerepelnek az Arany Horda csapatainak a támadása ellen. Említi őket III. Iván moszkvai nagyfejedelem egy későbbi dokumentuma is. Miután 1480-ban az Arany Horda összeomlott, a Don folyó térségének nyugati felét a Krími Tatár Kánság, keleti részét a Nogaji Tatár Kánság ellenőrizte. A határvidékek tágas Don-vidéki sztyeppéin a 14. század óta olyan emberek és leszármazottaik éltek, akik másutt összeütközésbe kerültek a társadalmi renddel, nem ismerték el a földbirtokosok hatalmát, szökött jobbágyok voltak és szabadságot akartak, amit a sztyeppe megadhatott. Ahogy az idő haladt, közösségé kovácsolódtak, és kozákoknak kezdték el nevezni őket. A közös foglalatosságuk kezdetben a vadászat és halászat volt, illetve a folytonos csatározás a török és tatár támadók ellen. Csak később szoktak a letelepedett életmódhoz és a földműveléshez.

#### 16. század
A kozák falvak, a sztanyicák – régi magyar szóval „kozákgyarmatok” (A Pallas nagy lexikona) – legkorábbi írott forrása 1549-es keltű. 1552-ben a Szuszar Fedorov atamán vezette doni kozákok is csatlakoztak Rettegett Iván hadához Kazany ostromakor. 1556. június 2-án Ljapun Filimonov atamán kozák csapatai a moszkovita sztrelecekkel segítségével meghódította és annektálta az Asztrahányi Kánságot.

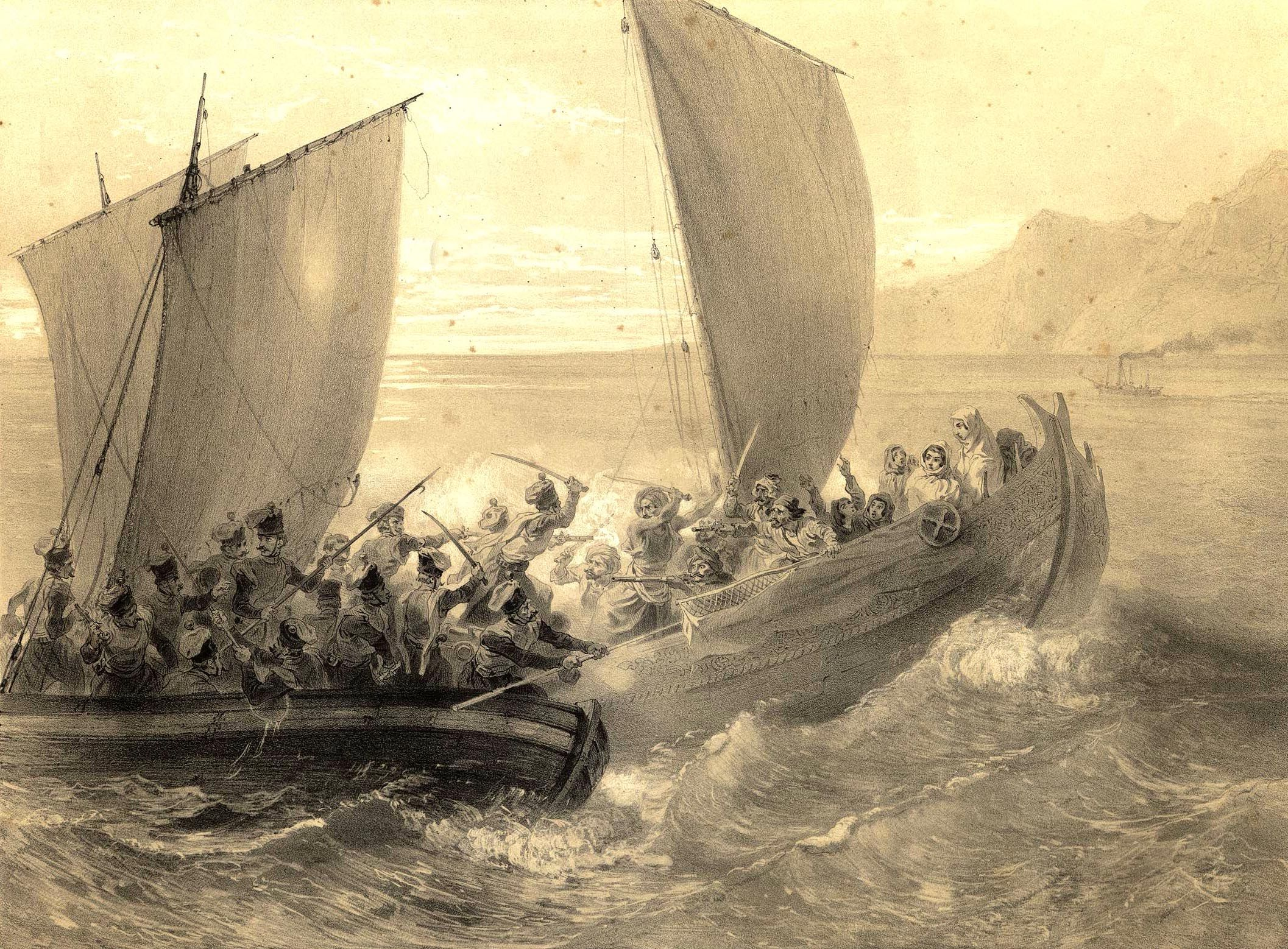
Azovi kozákok megtámadják a török kalózokat (Grigorij Gagarin, 1847)

Rettegett Iván cár uralkodása alatt Jermak Tyimofejevics atamán Szibéria meghódítására indított hadjáratot. Miután 1582 őszén legyőzte Köcsüm kánt és elfoglalta Szibirt, a Szibériai Kánság székhelyét, Jermak egy kozák csapatot küldött az Irtis folyó mentén lefelé 1583 telén. A Bogdan Brjazga (más források szerint Nyikita Pan) vezette különítmény áthaladt a vogulok földjén és elérkezett Szanarovo városhoz. A meglepett osztjákok megadták magukat. 1585 őszén Ivan Manszurov kozák parancsnok megalapította az első orosz erődítményvárost Szibériában, Obszkojt, az Irtis torkolatánál, az Ob folyó jobb partján. A manysik és a hantik óriási kiterjedésű földje ettől fogva az orosz államhoz tartozott, amit megerősített Pelim és Berjozov városok megalapítása 1592-ben és Szurguté 1594-ben.

#### 17. század

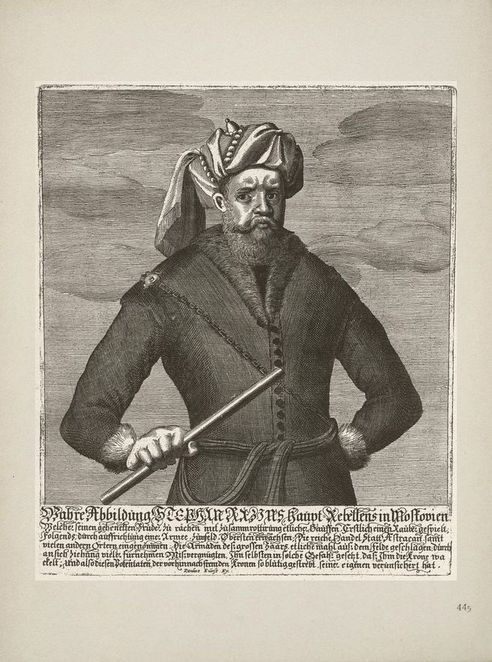
Sztyepan (Sztyenka) Razin, a legnagyobb 17. századi kozák parasztfelkelés vezetője

Az 1605 és 1618 közt folyt lengyel–orosz háború során a lengyel–litván nemes Aleksander Józef Lisowski zsoldos könnyűlovascsapatot szervezett (amelyre halála után kezdtek el lisowczi néven emlegetni), részben doni kozákokból, a lengyel uralkodó szolgálatában. A moszkvai háború után a csapat részt vett a moldvai lengyel–török háborúban, a felvidéki homonnai csatában (1619. november 23.). Később Sziléziát és Morvaországot fosztogatták a Habsburgok szövetségeseiként a cseh felkelés (1618–1620) során, ami a harmincéves háború kezdő epizódja volt. A háború első jelentős ütközete a fehérhegyi csata volt 1620. november 8-án Prága közelében. A vallon hadvezér Johann t’Serclaes Tilly a magyar lovasság ellen küldte a lisowczikat. A kozákok győztek, húsz zászlót zsákmányoltak. A csata után terrorizálták a cseh lakosságot, úgyhogy kifizették őket és 1621. május 7-én szélnek eresztették a csapatot. Egy részük visszatért Lengyelországba, mások a Habsburg I. Miksa bajor választófejedelem szolgálatába álltak.

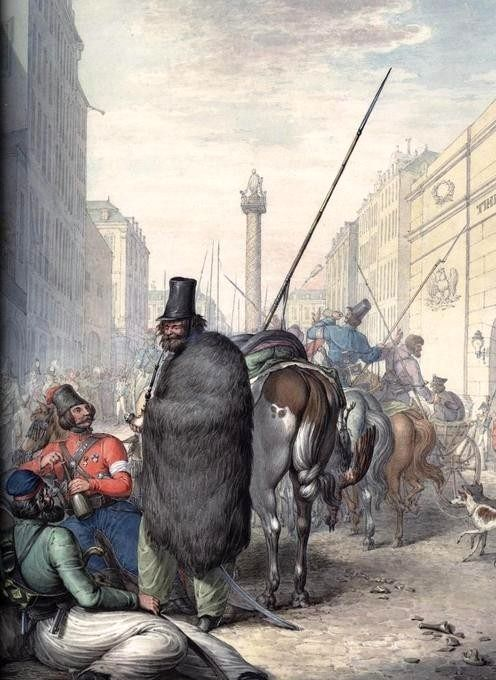
Doni kozákok Párizs utcáin 1814-ben

Nagy Péter cár és utódai alatt a doni kozákok számos hadjáratban vettek részt, amelyek révén az Orosz Birodalom kiterjedt, a Balti-tengerről a Fekete-tengerig. A kozákok sokáig az oszmánok és a Krími Tatár Kánság ellen hadakoztak. A doni (és a zaporizzsjai) kozákok nagy fegyverténye a 200 ágyúval megrakott Azov elfoglalása volt a törököktől 1637-ben. A kozákok ezek után sikerrel megvédték a rommá lőtt várat egy óriási török sereg ellen, de végül a cár az erődítmény kiürítését rendelte el, mert nem akart háborúba keveredni a szultánnal. A doni kozákok történelme ettől az időszaktól összefonódott Oroszországéval. Oroszország déli történelmi határainak védelméért cserébe a kozákok adómentességet kaptak, és a területükön a cári fennhatóság nem volt olyan szoros, mint Oroszország más vidékein.
Ebben az időszakban Oroszország leghírhedtebb három lázadója – Sztyenka Razin, Kondratyij Bulavin és Jemeljan Pugacsov – doni kozákok voltak.

### 18–19. század

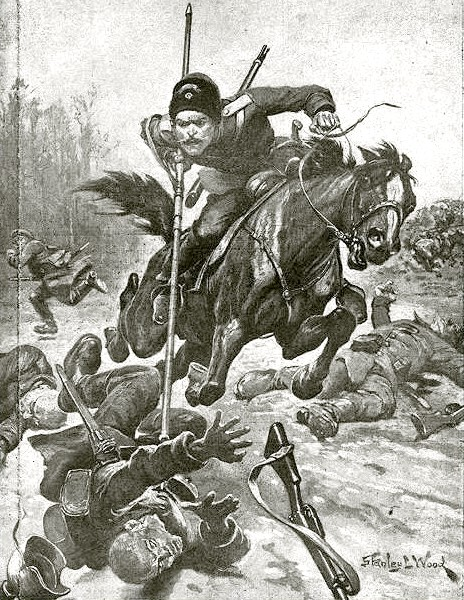
1915-ös rajz egy brit háborús magazinban (The War Illustrated): dzsidával rohamozó kozák

1786 után a doni kozákok földjét hivatalosan Doni Had Földnek nevezték, majd 1870-ben átnevezték Don Had területnek (oroszul Область Войска Донского, átírva Oblaszty Vojszka Donszkovo) nevezték. Területei ma a Rosztovi, volgográdi és voronyezsi régiókhoz tartoznak Oroszországban, és a Luhanszki területhez Ukrajnában.
1805-ben a doni kozákok központja Cserkasszk helyett a magasabban fekvő területre épített Novocserkasszk lett.
A doni kozákok jelentős szerepet játszottak abban, hogy kudarcot vallott Napóleon oroszországi hadjárata. Matvej Ivanovics Platov atamán vezetése alatt a doni kozákok számos csatát vívtak a Grande Armée ellen. A borogyinói csatában a doni kozákok a francia sereg utóvédjét támadták. Az összes kozák had élén Platov sikerrel fedezte az orosz hadsereg visszavonulását Moszkváig. A doni kozákok részt vettek a későbbi hadjáratokban is, részt vettek például Párizs elfoglalásában 1814-ben. Napóleon maga ezt mondta róluk: „A kozákok a létező legjobb könnyűcsapat. Ha az én seregemben lennének, az egész világon átmennék velük.”
Az 1884-es népszámlálás szerint a doni kozák férfinemű népesség 425 ezer volt. Az akkor létező tíz kozák had közül ők voltak a legnépesebbek. Az összes hadrafogható kozák férfi több, mint egyharmadát adták.

### 20. század

#### Első világháború
Az első világháború előestéjén a Doni Kozák Hadnak 17 reguláris ezrede volt és hat független százada (szotnya). Ezen felül a Cári Testőrség két ezredét is a Don vidékéről toborozták. 1916-ra a haderőt 58 harci ezredre és 100 önálló szotnyára emelték. A Don-vidék központi fekvése miatt ezeket az egységeket a német és az osztrák-magyar fronton is gyakran bevetették. A kozákok kiemelt fontosságát a lovasságon belül jól mutatja, hogy 1916-ban az orosz reguláris lovasság egyharmadát feloszlatták, de a kozák egységeket nem.

#### Az 1917 februári forradalom
Az 1917. februári forradalom kitörésekor Petrográd helyőrségéhez három doni kozák zászlóalj is tartozott (az 1., 4. és 14.). Jórészt a Had szegény vidékeiről toborzott újoncok voltak, és hatással volt rájuk a cári hadseregen belül eluralkodott kiábrándultság. Amikor az egyre dagadó tömegmegmozdulások feloszlatását kapták parancsba, nem léptek fel hatásosan. A cári rezsim összeomlásában szerepet játszottak az arról elterjedt hírek, hogy még a hagyományosan lojális kozákokban sem lehetett már bízni.

#### Üldöztetés a bolsevikok alatt
Fő szócikk: Vörösterror
Az 1917-es oroszországi forradalmak után 1918-ban a Doni Kozák Hadat feloszlatták. A Fehér Gárdában a kommunisták ellen harcoló és az emigrált kozákok megőrizték hagyományaikat és kultúrájukat. Alekszandr Kolcsak admirális, a polgárháborús fehér mozgalom egyik kiemelkedő vezetője doni kozák származású volt. A fehérek veresége után a szovjet rezsim a kozáktalanítás (Расказачивание, raszkazacsivanyije) politikájába kezdett, ami a rezsimre veszélyesnek tekintett kozákság legyilkolását és kitelepítését jelentette.

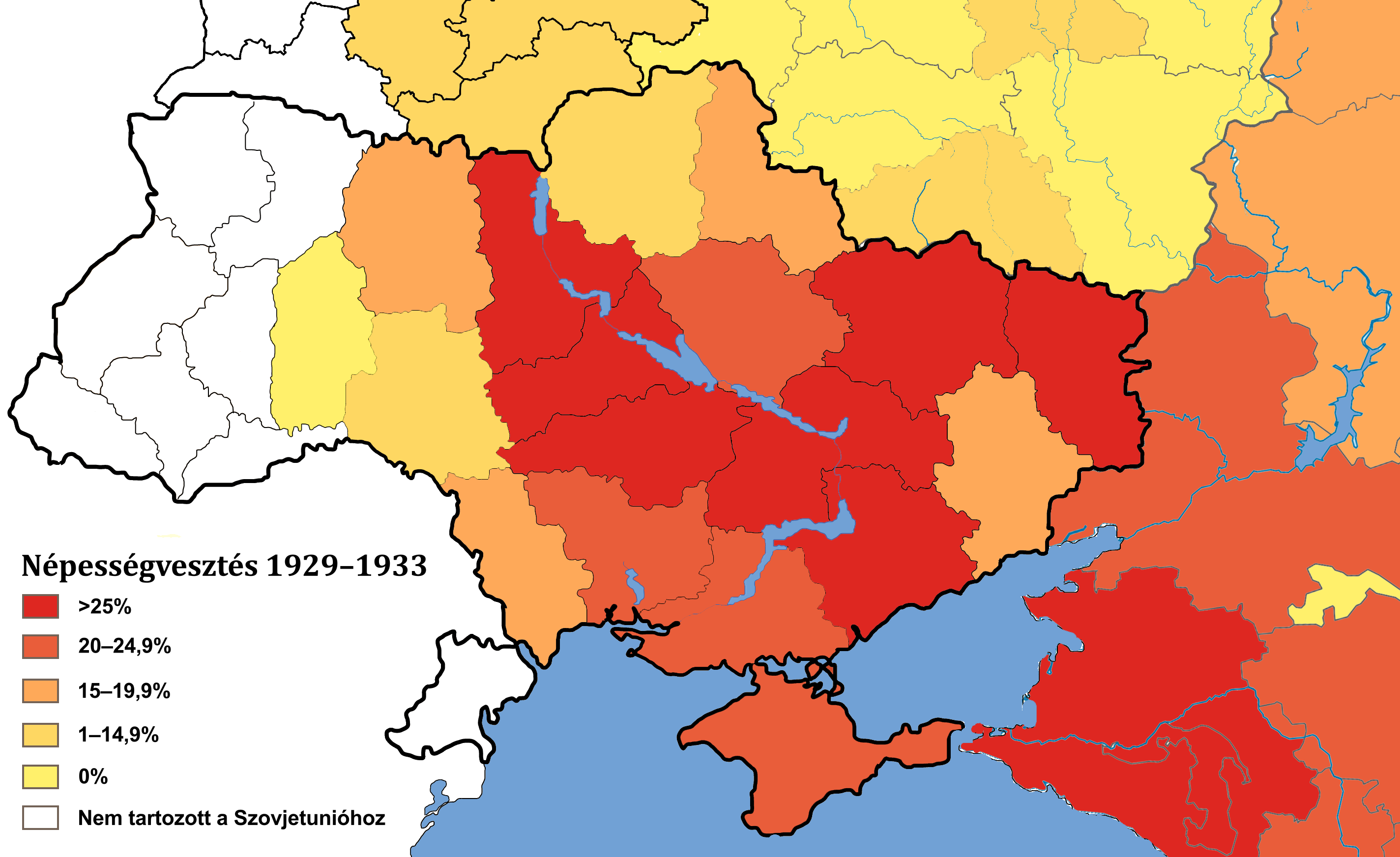
Népességvesztés százalékban az 1932–33-as szovjet éhínség genocídiuma során. A korábbi doni kozák földek a jobb oldalon.

A kozák földek egy része nagyon termékeny volt. A kozákok maradékai az erőszakos mezőgazdasági kollektivizálás időszakában gyakran estek áldozatul, mint kulákok. Michael Kort történész szerint "1919 és 1920 folyamán a mintegy másfél millió doni kozákból a bolsevik rezsim a becslés szerint 300-500 ezer embert ölt meg és telepített ki. A régiónak óriási szenvedést hozott az első ötéves terv okozta éhínség 1932-ben és 1933-ban.

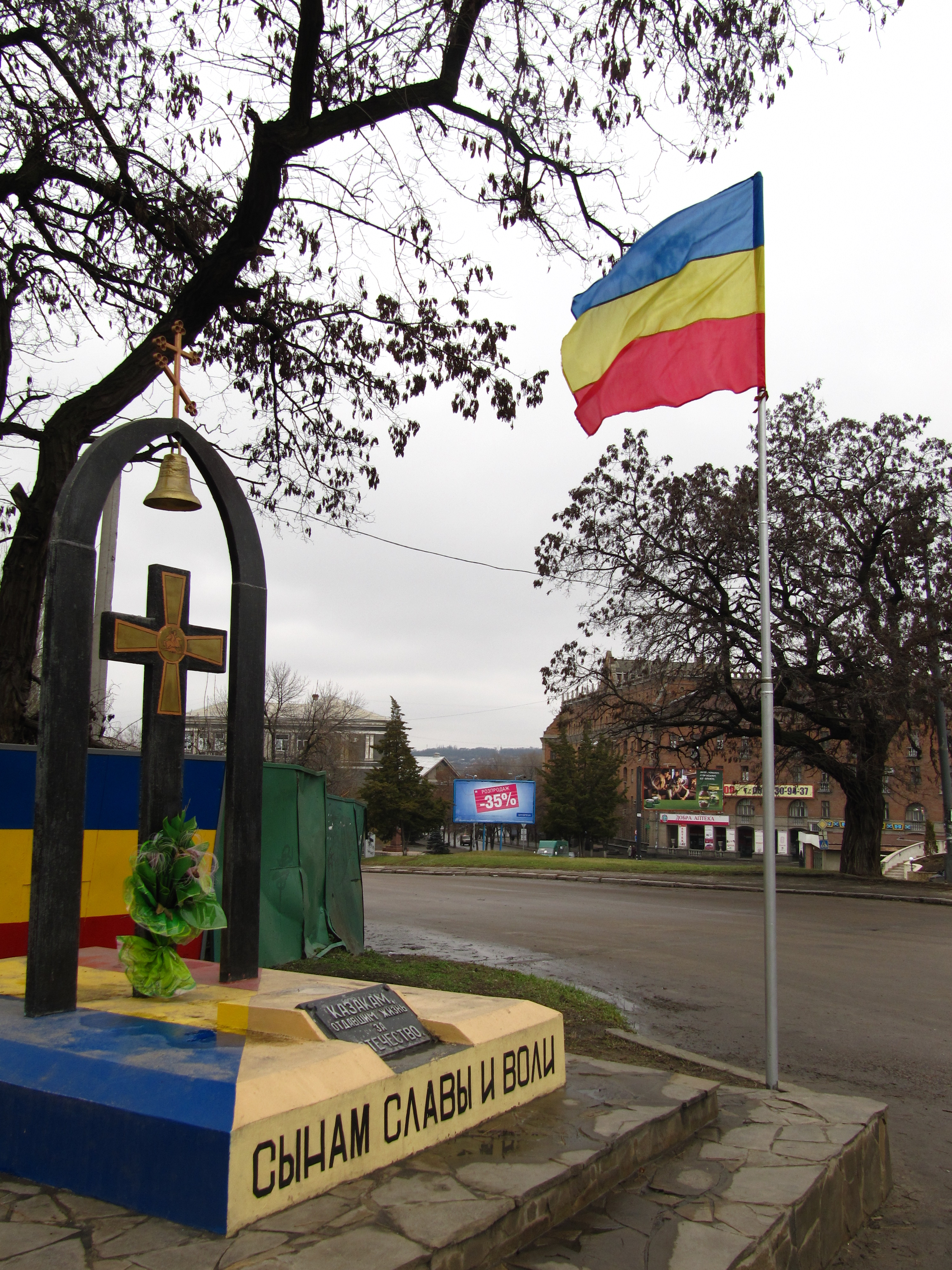
A doni kozákok emlékműve Luhanszkban. Orosz nyelvű felirat: „A dicsőség és a szabadság fiainak”

#### A második világháborúban
1936. április 20-án megszüntették annak a tiltását, hogy kozákok szolgálhassanak a Vörös Hadseregben. Még ugyanebben az évben két lovassági egységet a doni kozákok kaptak. 1939-ben számos hagyományos kozák dísz- és harci uniformisú zászlóalj alakult. Sötétkék nadrágjukon széles vörös csík volt, ami megkülönböztette az egyenruhájukat a forradalom előtt használttól. 1943-ig a doni kozák lovasegységeket sokat használták, szerepük ezután lehanyatlott, ahogy a többi maradék lovasegységé is. A doni kozák lovasság ezután sem szűnt meg, az 1945-ben Moszkvában tartott győzelmi felvonulásban is részt vett.
Legnagyobb tömegben azonban a doni kozákok nem a szovjet hadseregben szolgáltak a második világháborúban, hanem a németek oldalán, a XV. SS kozák lovassági hadtestben. Ezeknek a kozákoknak a jó része korábbi orosz polgár volt, akik nem azért szolgáltak, hogy a németeknek segítsenek, hanem hogy a Szovjetuniónak ártsanak. A hadtest az 1. és a 2. kozák hadosztályból állt.

#### A mai kozákság
1941 és 1945 között a doni kozákok több, mint felét megölték, vagy kitelepítették. Az elűzöttek leszármazottai nem térhettek vissza. A kárpótlási törvény sem ismerte el őket a kommunizmus áldozatainak. A mai orosz állam legalább nem ellenséges a kozákokkal. A doni kozákság hagyományát az 1990-es években újraélesztették, és 1997-ben az orosz kormány hivatalosan is elismerte.
Az 1992-es transznisztriai háborúban, Moldova keleti részén a doni kozákok a szeparatisták oldalára álltak a román önkéntesek és tanácsadók által is támogatott kormányerőkkel szemben.
Ma is számos antikommunista kozákszervezet létezik Oroszországon kívül. A legismertebb a Hatalmas Doni Had Oroszországon Kívül, amelynek vezetője korábban Nyikolaj Vasziljevics Fjodorov (1901–2003) atamán vezérőrnagy volt, a Szent György-rend birtokosai közül az utolsó túlélő. 2006 februárja óta Jaropolk Leonyidovics Mihejev.
Doni kozákok önkéntesként a 2014-ben Kelet-Ukrajnában kezdődött kelet-ukrajnai háborúban is részt vettek, nem ismert számban. Hírek szerint számos egységük is volt, de ezeknek jó részét feloszlatták és a tagjaikat átvette a szakadár donyecki és luhanszki köztársaságok fegyveres ereje.

## A doni kozákok nemzeti szimbólumai

### Zászlajuk

A doni kozákok zászlaja

A hivatalos zászlót 1918. május 4-én fogadta el a Pjotr Nyikolajevics Krasznov elnökölte doni kozák gyűlés Novocserkasszkban, a két évig fennállt Doni Köztársaságban. Háromszínű: kék, sárga és vörös. Hasonlít az ugyancsak 1918-ban létrejött Ukrajna zászlajához, amelynek a Doni Köztársaság keleti szomszédja volt.

### Címerük
A doni kozák címer 17. századi eredetű. 1918. szeptember 15-én a Doni Köztársaság címerének fogadták el.

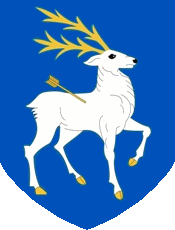
A doni kozákok címere

### Egyenruhájuk
1914-ig a Doni Kozák Had megkülönböztető színe a vörös volt, amely sapkaszíjaikon volt látható és csíkokban a sötétkék uniformison, amely laza szabású volt, mint a sztyeppei kozákok ruhái. Alkalmakra magas, vötrös tetejű báránybőr sapkát viseltek. A váll-lapjaik ugyanolyan sötétkékek voltak, mint a kabátjuk. Sarkantyú helyett ostort használtak ösztökének. 1908 előtt valamennyi kozák had katonáinak maguknak kellett gondoskodniuk az egyenruhájukról, lovaikról és a lószerszámról. A Doni Kozák Had nagysága és gazdagsága lehetővé tette közös ruhagyárak létesítését.
1908-ban keki színű tunikákat rendszeresítettek, amelyek a normál napi feladatok során viselt sötétkék kabátot, vagy fehér nyári inget váltották. A rég rájuk jellemző sötétkék lovaglónadrágot a széles vörös csíkokkal továbbra is viselték, aktív szolgálatban is, mindkét világháborúban.

### Himnuszuk

Címeres zászló

Всколыхнулся, взволновался православный Тихий Дон. Szerzője Fedor Aniszimov, 1853-ban.

## Vallásuk
A legtöbb doni kozák orosz ortodox hitű és hagyományosan a hit védelmezőinek tekintik magukat. Sokan vannak köztük óhitűek, oroszul sztaroverek. (Ez egy olyan egyház, amely 1666-ban szakadt ki az orosz ortodox egyházból, elutasítva annak reformjait.) 1903-ban a doni eparchia (püspökség) 2,5 millió tagjából 150 ezer volt óhitű. Matvej Platov atamán családja például a sztaroverek popovci ("papos") ágához tartozott. A doni kozákok toleránsak voltak más vallásokkal szemben, kivéve a zsidókat. Buddhistákat, muszlimokat, óhitűeket és más vallásúakat könnyen befogadtak közösségeikbe.

## Hagyományaik és kultúrájuk

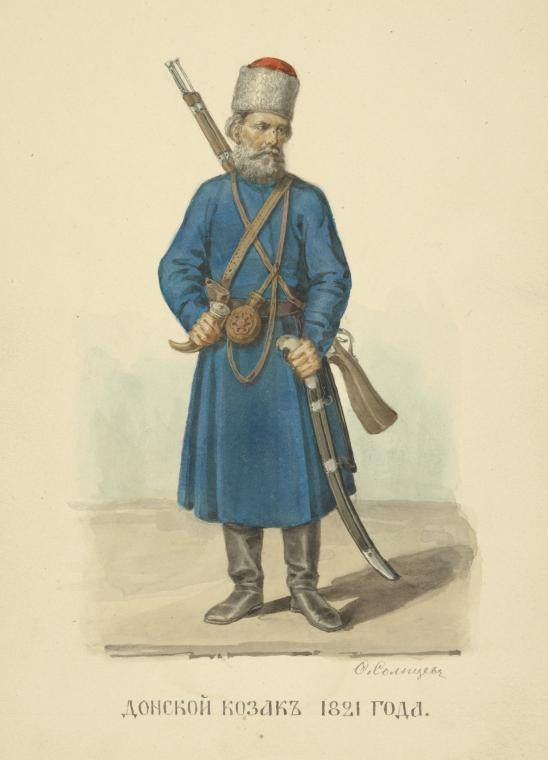
Kozák a Don vidékén 1821-ben. Fjodor Szolncev illusztrációja, 1869

A kozákok társadalma demokratikus volt. A legfontosabb döntéseket a nagygyűlés hozta (Казачий Круг). A gyűlés időszakos hivatalnokokat választott, az atamánokat.
A doni kozákok képzett lovasok és harcosok voltak. Ennek hagyománya a krími kánság és az oszmán török birodalom elleni folytonos hadakozás közben alakult ki. Katonai szolgálataikat áruba is bocsátották, Kelet-Európa különböző hatalmainak. A zűrzavaros idők (Смутное Время) során a lengyel királlyal együtt ostromolták meg Moszkvát, a törökök és Perzsia ellen pedig az oroszokkal szövetkezve vettek részt hadjáratokban.
A maguk életét élve orosz és muszlim területek között, a kozákok sajátos kultúrát és nyelvet alakítottak ki, amely ukrán, orosz, kalmük és tatár elemeket ötvözött.
A doni kozákoknak komoly kóruséneklési hagyományuk van. Sok daluk, mint a Csornij voron (Fekete holló), vagy a Ljubo, bratci, ljubo (Ez jó, testvérek, jó) címűek Oroszország szerte népszerűek lettek. AZ énekeik gyakori témája a halál és a háború.
A 18. századig a házasságok és a válások a nagygyűlés (Казачий Круг) előtt történtek. Ha egy kozák meg akart házasodni, be kellett mutatnia a választottját a gyűlésnek. Ha a gyűlés hozzájárult, a házasság következhetett. Ugyanez a procedúra zajlott válás esetén. Nagy Péter cár megtiltotta mindezt és azt parancsolta, hogy a házasságok csak templomban köttessenek.
A kozák házasság komplex rituálé, dalaival, táncaival, előadásaival. A vőlegény lovon érkezik és a templomba viszi a menyasszonyt, miközben utánuk vonul a násznép. A nép ezután a vőlegény házához megy. A szülők itt köszöntik a párt, a fejük felett eltörnek egy kenyeret és megszórják őket búzával, dióval, édességekkel, komlóval. Ezután kieresztik a fonást a menyasszony hajából.
Ha egy kozák családban fiúgyermek születik, a rokonok nyíllal, íjjal, golyóval, puskával ajándékozzák meg. Ezeket a gyerek ágyánál a falra függesztik. A fiúgyerek hároméves korában megtanul lovagolni. Hét- vagy nyolcéves korában megengedik neki, hogy lovagoljon az utcán, halászni, vadászni menjen a felnőttekkel.
A lovasverseny a doni kozákok népszerű szórakozása volt. A lovasok lóhátról célba lövésben versenyeztek. A legügyesebbek a ló hátán állva is meg tudták ezt csinálni. Hagyomány volt a kozák családokban, hogy a fiatalemberek két lovat, uniformist és fegyvereket kaptak.
A távozás szintén hagyományos ceremónia volt. Az összes távozó összegyűlt a templomban. A nyakukba zacskót akasztottak, benne az anyaföld darabjaival, és utána énekeltek. Elhagyva a sztanyicát, ittak egy kupica vodkát, és búcsút mondtak a szülőföldnek.

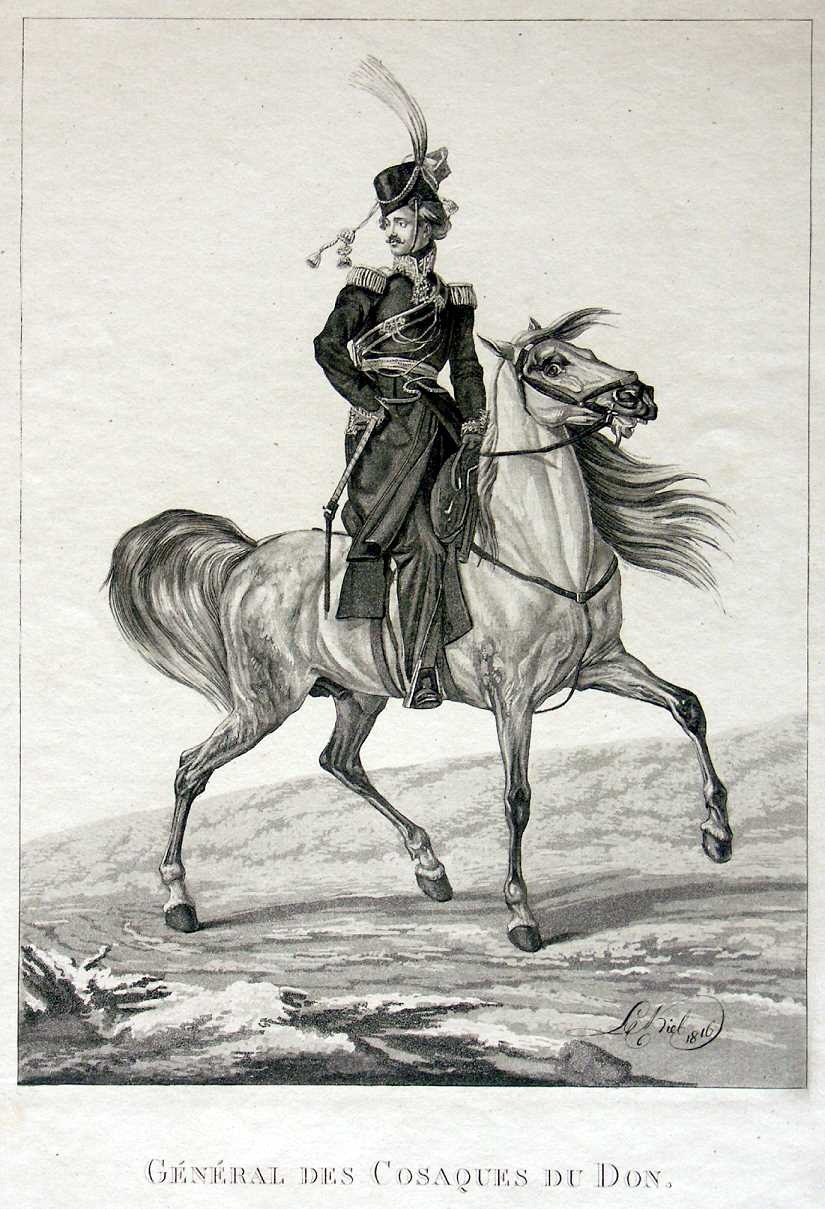
Doni kozák tábornok az 1800-as évek elején

### A Szergej Zsarov-kórus
A Szergej Zsarov doni kozák kórust a cári hadsereg volt kozák tisztjei hozták létre, akik Çilingirben, Isztambul közelében kaptak rá az éneklésre, ahova azután menekültek, hogy a seregük vereséget szenvedett a Krímben. Első hivatalos koncertjüket 1923-ban Bécsben tartották, az alapító, a karmester és zeneszerző Szergej Zsarov vezényletével.
A kórus nagy népszerűségre tett szert Európában, Amerikában és Japánban és az 1930-as évek óta turnéznak a világban. A hagyományos kozák ruhába öltözött kórus a cappella stílusban énekelt orosz világi és egyházi dalokat, katona-, nép- és műdalokat. Egy idő után a kozák tánc is a műsoruk részévé vált.
Magyarország városaiban is visszatérő vendégek, nagy sikerű előadásokat tartottak.

### Az irodalomban
Mihail Solohov monumentális regénye, a Csendes Don szimpátiával festi a doni kozákokat, és elmondja, hogy semmisült meg az életformájuk az első világháború és az orosz polgárháború következtében.

## Lásd még

### Nevezetes doni kozákok
- Doni kozák nemesi családok
- Kondratyij Bulavin felkelő vezér
- Alekszej Makszimovics Kalegyin lovassági tábornok
- Pjotr Nyikolajevics Krasznov történész, altábornagy
- Matvej Ivanovics Platov atamán
- Jemeljan Ivanovics Pugacsov parasztfelkelő vezér
- Sztyenka RazinStyenka Razin, doni kozák felkelővezér

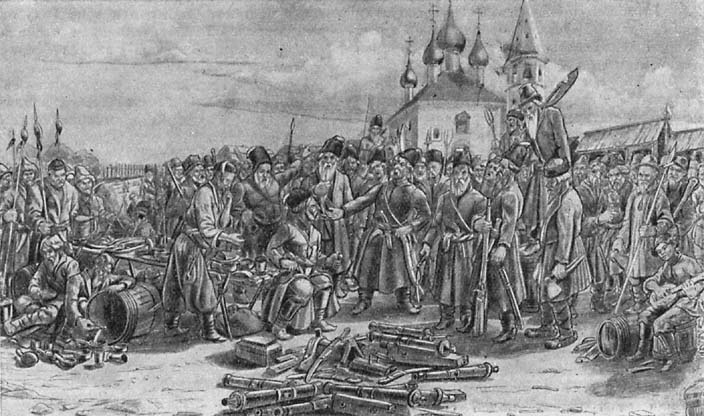
Styenka Razin, doni kozák felkelővezér

- Jermak Tyimofejevics, Szibéria meghódítója
- Ivan Vasziljevics Turcsanyinov — Uniós tábornok az amerikai polgárháborúban
- Alekszandr Alekszejevics Hanzsonkov, az orosz film atyja.

## További olvasmány
- Peter Holquist, "'Conduct Merciless Mass Terror': Decossackization on the Don, 1919," Cahiers du Monde russe, vol. 38, no. 1/2(Jan.-June 1997), pp. 127–162. In JSTOR

## Külső hivatkozások
Oroszul:
- Doncossacks.ru: A Doni Kozák Múzeum — Novocserkasszk.
- Novocherkassk.net: Novocserkasszk — a doni kozákok fővárosa

## Fordítás
Ez a szócikk részben vagy egészben  a   Don Cossacks című angol Wikipédia-szócikk ezen változatának fordításán alapul.  Az eredeti cikk szerkesztőit annak laptörténete sorolja fel. Ez a jelzés csupán a megfogalmazás eredetét és a szerzői jogokat jelzi, nem szolgál a cikkben szereplő információk forrásmegjelöléseként.